# Tim Siedschlag
Tim Siedschlag (* 26. September 1987 in Neumünster) ist ein ehemaliger deutscher Fußballspieler. Er stand zuletzt bei Holstein Kiel unter Vertrag und wurde vorrangig im zentralen Mittelfeld eingesetzt.

## Karriere
Siedschlag begann seine Karriere in der Saison 2006/07 in der zweiten Mannschaft von Holstein Kiel in der damaligen Oberliga Nord. In der folgenden Saison wurde er im DFB-Pokal erstmals in der ersten Mannschaft eingesetzt. Für Holstein Kiel spielte er zunächst ebenfalls in der Oberliga Nord, dann in der Regionalliga Nord, später in der 3. Liga. Nachdem er nach dem Abstieg in der Saison 2010/11 für den VfB Lübeck (ebenfalls Regionalliga Nord) gespielt hatte, kehrte er zur Saison 2011/12 wieder zu Holstein Kiel zurück. Mit den Kielern stieg Siedschlag 2012/13 wieder in die 3. Liga auf. In der Saison 2016/17 folgte der Aufstieg in die 2. Bundesliga. Der Publikumsliebling verlängerte daraufhin seinen Vertrag um ein weiteres Jahr. Am 8. Spieltag der Saison 2017/18 feierte Siedschlag im Auswärtsspiel gegen den MSV Duisburg sein Zweitligadebüt, als er in der 90. Minute beim Stand von 0:3 eingewechselt wurde. Es blieb sein einziger Einsatz in der Hinrunde. Zur Rückrunde wechselte ihn Trainer Markus Anfang in den Heimspielen gegen Union Berlin und Darmstadt 98 in den Schlussminuten erneut ein. Zusätzlich kam er viermal (zwei Tore) in der zweiten Mannschaft in der fünftklassigen Oberliga Schleswig-Holstein zum Einsatz. Im Mai 2018 gab der Verein die Vertragsverlängerung bis 2021 bekannt. In der Saison 2018/19 steht Siedschlag ausschließlich im Kader der zweiten Mannschaft, die als Aufsteiger in der viertklassigen Regionalliga Nord spielt. Im Februar 2024 gab er sein Karriereende zum Ende der Saison 2023/24 bekannt. Anschließend wechselte er mit seinem älteren Bruder zur SpVg Eidertal Molfsee, wo er zusammen mit Ex-Profi Fin Bartels in der zweiten Mannschaft aufläuft.